# Leis publílias
Leis publílias foram um conjunto de leis cujo objetivo era aumentar o poder político da plebe romana no período repúblicano. São chamadas assim por causa de seus proponentes, o tribuno da plebe Volerão Publílio e o cônsul Quinto Publílio Filão.

## Lex Publilia(471 a.C.)
A Lex Publilia Voleronis, que transferiu o poder de eleger os tribunos da plebe da Assembleia das centúrias para a Assembleia das tribos e permitiu que novas leis fossem propostas por eles, foi proposta por Volerão Publílio e aprovada em 471 a.C.. Publílio também garantiu que a Assembleia das tribos fosse organizada por distritos (as tribos), com cada um deles lançando um único voto decidido por maioria de seus membros. Os quatro distritos no interior da Muralha Serviana foram chamados de "tribos urbanas" enquanto que as terras conquistadas depois disto foram divididas em dezesseis novos distritos, as "tribos rústicas" (ou "tribos rurais"). Um vigésimo-primeiro distrito, chamado de "Crustuminiano", foi criado no lugar onde a plebe se reunia para se chegar a um número ímpar de tribos e evitar empates.

## Lex Publilia(339 a.C.)
Atribui-se ao cônsul Quinto Publílio Filão a aprovação de três outras leis que beneficiaram os plebeus em 339 a.C., as chamadas Leges Publiliae ou Leges Publiliae Philonis:
1. Uma lei afirmando que um dos dois censores deveria obrigatoriamente ser plebeu;
2. Uma lei limitando o papel da Assembleia das cúrias (em latim: comitia curiata) na ratificação de propostas a serem submetidas à Assembleia das centúrias (em latim: comitia centuriata);[1]
3. Uma lei obrigando todos os cidadãos romanos a obedecerem as decisões da Assembleia da plebe.

Embora não haja disputa de que Quinto Publílio seja o responsável pelas duas primeiras, a terceira parece ser uma duplicação de uma medida posterior, aprovada em 287-6 a.C. por Quinto Hortênsio (a Lex Hortensia) e considerada por alguns autores como sendo fictícia.